# スザノ
座標: 南緯23度32分34秒 西経46度18分39秒 / 南緯23.54278度 西経46.31083度
スザノ（ポルトガル語: Suzano）は、ブラジル・サンパウロ州の都市で、大サンパウロ都市圏の一部。
日系ブラジル人の人口が多い。市街は大規模なダウンタウン地域と、それを囲む住宅地から構成されている。ダウンタウン地域には3本の主要道路が通過するが、そのうちの1本は北への一方通行道路で、2本は南への一方通行道路である。市名は、鉄道駅を建設したエンジニアのジョアキン・アウグスト・スザノ・ブランドンに由来する。
かつては農業が中心だったが、今日では輸出産業の中心地となっている。
第二次世界大戦では、多くの出身者がイタリアのモンテ・カッシーノの戦いで兵士として戦った。
中規模のショッピングモール、市役所、鉄道駅、頻繁なバス路線、数々の高層オフィスや住宅がこの街を特徴づけている。
近隣都市と比較しても、かなりの数の高層ビルがある。街の建物のほとんどは1990年代に建設された。

## 食文化
ブラジルで一般的となっているあんかけ焼きそばは、スザノが発祥の地である。

## 姉妹都市
- 小松市（日本）[3]
- ローダーヒル（アメリカ合衆国）[4]

## 出身者
- レアンドロ・ギルヘイロ - 柔道家
- フェリペ・フランサ - 水泳選手